# Старо-Дубовский
Ста́ро-Дубо́вский — хутор Хлевенского района Липецкой области России. Входит в состав Елец-Маланинского сельсовета.

## География
Расположен в пределах Средне-Русской возвышенности в подзоне лесостепи. Примыкает к южной окраине районного центра Хлевлино.
Улица — Торговая.

## Население
| 2009 | 2010 |
| ---- | ---- |
| 34   | ↘32  |

## Инфраструктура
Личное подсобное хозяйство.

## Транспорт
Проходит федеральная автодорога М-4.
Остановка общественного транспорта «Старо-Дубовский».